# KRY Morning Up
KRY Morning Up（ケーアールワイ モーニング アップ）は、山口放送（KRYラジオ）で放送されている平日放送の情報番組。2021年3月29日に放送開始。

## 概要
KRYラジオの平日朝のワイド番組は、『採れたて生出荷 勝津正男の情報畑』（月曜-木曜）・『池内博子の風に吹かれて』（金曜）（共に1993年10月 - 1995年3月）からスタートし、以後『朝は採れ生 パパラジオ』（1995年4月 - 1999年3月）→『勝津正男の情報畑～勇気栽培～』（1999年4月 - 2002年3月）→『ほっとゾーンおはようKRY』（2002年4月 - 2011年3月）→『おはようKRY』（2011年4月 - 2021年3月）と続く平日ワイド番組の後継番組。『おはようKRY』のフォーマットを引き継き、7時台から9時台はニュース・天気予報・交通情報を中心に巷の話題を取り上げ、10時台は音楽リクエストやメッセージ紹介を中心とした「チアーアップタイム」となっている。

## パーソナリティ
| KRY Morning Up          | KRY Morning Up     | KRY Morning Up     | KRY Morning Up     | KRY Morning Up     | KRY Morning Up   |
|                         | 月曜日             | 火曜日             | 水曜日             | 木曜日             | 金曜日           |
| ----------------------- | ------------------ | ------------------ | ------------------ | ------------------ | ---------------- |
| 2021.03.29 - 2024.03.29 | 高橋裕・青木京子   | 高橋裕・青木京子   | 高橋裕・山本恭子   | 高橋裕・山本恭子   | 高橋裕・山本博子 |
| 2024.04.01 - 2024.09.27 | 中村衣里・山本恭子 | 山本恭子・青木京子 | 高橋裕・梅﨑さくら | 高橋裕・武藤ひさこ | 高橋裕・山本博子 |
| 2024.09.30 - 2025.03.28 | 中村衣里・山本恭子 | 野口緒美・青木京子 | 高橋裕・梅﨑さくら | 高橋裕・武藤ひさこ | 高橋裕・山本博子 |
| 2025.03.31 -            | 中村衣里・山本恭子 | 田中泰平・青木京子 | 高橋裕・小林愛子   | 高橋裕・武藤ひさこ | 高橋裕・山本博子 |

コーナー担当
- 清家律子（「ミュージックアラカルト」担当）

以前の出演者
- 瀬川よしみ（歌のない歌謡曲担当）

## タイムテーブル
- 7:00 第1部オープニング・ニュース
- 7:05 天気予報
- 7:10 お早う!ニュースネットワーク（ニッポン放送製作）
- 7:25 道路交通情報
- 7:30 ニュース・天気予報
- 7:35 ピックアップソング

- 7:45 SUZUKIハッピーモーニング・羽田美智子のいってらっしゃい（ニッポン放送製作）
- 7:50 ENEOSプレゼンツ あさナビ（ニッポン放送製作）
- 8:00 日本全国8時です（TBSラジオ製作）

- 8:15 第2部オープニング
- 8:17 道路交通情報
- 8:20 モーニングアップスポーツ
- 8:25 おはよう!キッズぱらだいす
- 8:35 道路交通情報・天気
- 8:40 モーニングアップデート
- 8:50 武田鉄矢・今朝の三枚おろし（文化放送製作）
- 9:00 KRYニュース
- 9:10 モーニングクローズアップ
- 9:25 ラジオショッピング

- 9:40 山口合同ガスPresentsミュージックアラカルト

- 10:00 チアーアップタイムオープニング
- 10:05 ラジオショッピング
- 10:30 これからの天気
- 10:50 エンディング